# Wassermühle von Dasing
Die Wassermühle von Dasing ist ein 1993 entdecktes, 10 m2 großes Bauwerk bei Dasing im Landkreis Aichach-Friedberg aus dem Jahr 696, das erneut von 743 oder 744 bis nach 789 in Betrieb war. Sie wurde 843 an der gleichen Stelle wieder aufgebaut. Die an der Paar, einem Zufluss der Donau, gelegene Wassermühle belegt eine Kontinuität der Mühlenbautechnik seit römischer Zeit, zumal weiter flussaufwärts eine römische Mühle aus der Zeit Kaiser Trajans nachgewiesen werden konnte. Diese wird heute auf die Zeit um 110/120 n. Chr. datiert.
Da die beiden Bauwerke jedoch zeitlich fast ein halbes Jahrtausend auseinanderliegen, schlug der Archäologe Wolfgang Czysz vor, das technologische Wissen sei durch die Klöster vermittelt worden. Arbeo von Freising, Bischof im 8. Jahrhundert, berichtet hingegen von einem „bajuwarischen Spezialisten“, und er meint, dieser habe das unschätzbare Wissen besessen.
Folgt man dem Ausgräber Wolfgang Czysz, so wurde die Mühle 744 wieder in Betrieb genommen und verschwand nach 789. Die letzten Reparaturen erfolgten im April/Mai 789 an den tragenden Ständern und im Kern des Gebäudes. Demnach ergab eine dendrochronologische Untersuchung, dass Hölzer für den Mühlenbau im Winter 743 auf 744 geschlagen worden sind. Erneute Reparaturen erfolgten in den Jahren zwischen 760 und 773. Wahrscheinlich nach einer Überschwemmung wurde das Gebäude im Frühjahr 780 abermals repariert und um zwei Joche nach Norden erweitert. Eine weitere, wohl sehr viel stärkere Überschwemmung nach 789 zerstörte die Westwand und ließ das Dach einstürzen. Sie riss sogar die metertief eingerammten Wandpfeiler zum Teil aus ihrer Verankerung.
Zu Beginn der Rettungsgrabung fanden sich im Bereich des Mühlteichs rechteckige, bis zu 50 cm lange Buchenholzbretter mit Griffenden, die sich als Mühlradschaufeln erwiesen. Im Gebäude wurde der Rest eines Mühlrads aus Birkenholz entdeckt, das einen Durchmesser von 1,60 m besaß und aus vier Segmenten zusammengefügt war. In den rechteckigen Löchern des Radkranzes waren 24 Schaufeln eingesetzt. Diese waren mittels langer Keile befestigt. Das unterschlächtige Mühlrad übertrug die Umdrehungen des Schaufelrads über eine hölzerne Welle auf das Kammrad im Innern der Mühle, von dem man einige Zähne fand, deren Kopf asymmetrisch abgestoßen war. Vom Mahlgang wurden 325 Fragmente von mindestens 31 Mühlsteinen gefunden.
Das älteste Bauwerk dieser Art im Rheinland ist die 2005 entdeckte Wassermühle im Rotbachtal, einem in der Eifel entspringenden Bach, bei Erftstadt-Niederberg im nordrhein-westfälischen Rhein-Erft-Kreis. Ihre Hölzer wurden auf das Fällungsjahr 832 datiert, so dass sie wohl 833 errichtet wurde. Auch sie erlitt Überschwemmungsschäden, weist aber auch Brandspuren auf.
Czysz fasste 2016 seine Forschungsergebnisse in einem Sammelband zusammen.